# Pachycondyla hottentota
Pachycondyla hottentota is een mierensoort uit de onderfamilie van de Ponerinae. De wetenschappelijke naam van de soort is voor het eerst geldig gepubliceerd in 1886 door Emery.